# Alex Jonesová
Alex Jonesová, celým jménem Charlotte Alexandra Jonesová, (* 18. března 1977) je velšská televizní moderátorka. Narodila se v jihovelšském Ammanfordu. Jejím prvním jazykem byla angličtina, ale později, když chodila do velšskojazyčné školy, se naučila plynně mluvit i velšsky. V dětství se věnovala baletnímu tanci. Později studovala na Aberystwythské univerzitě. Moderovala například televizní pořad Cân i Gymru na stanici S4C.